# Субутуй (река)
Субуту́й — река в Закаменском районе Бурятии, левый приток Снежной, впадающей в Байкал.

## Общие сведения
Длина реки — 23 км. Берёт начало на восточном склоне горы Субутуй (или Утуликская Подкова, 2396,1 м), высшей точки Хамар-Дабана. Течёт в юго-восточном направлении в горно-таёжной местности. Впадает слева в реку Снежную, в 142 км от места впадения последней в Байкал.
Основные притоки: Харнахойтуй (левый), Малый Субутуй (правый).

## Достопримечательности
В верховьях реки находится природный памятник «Субутуйские Столбы».